# Industriemuseum Freudenthaler Sensenhammer

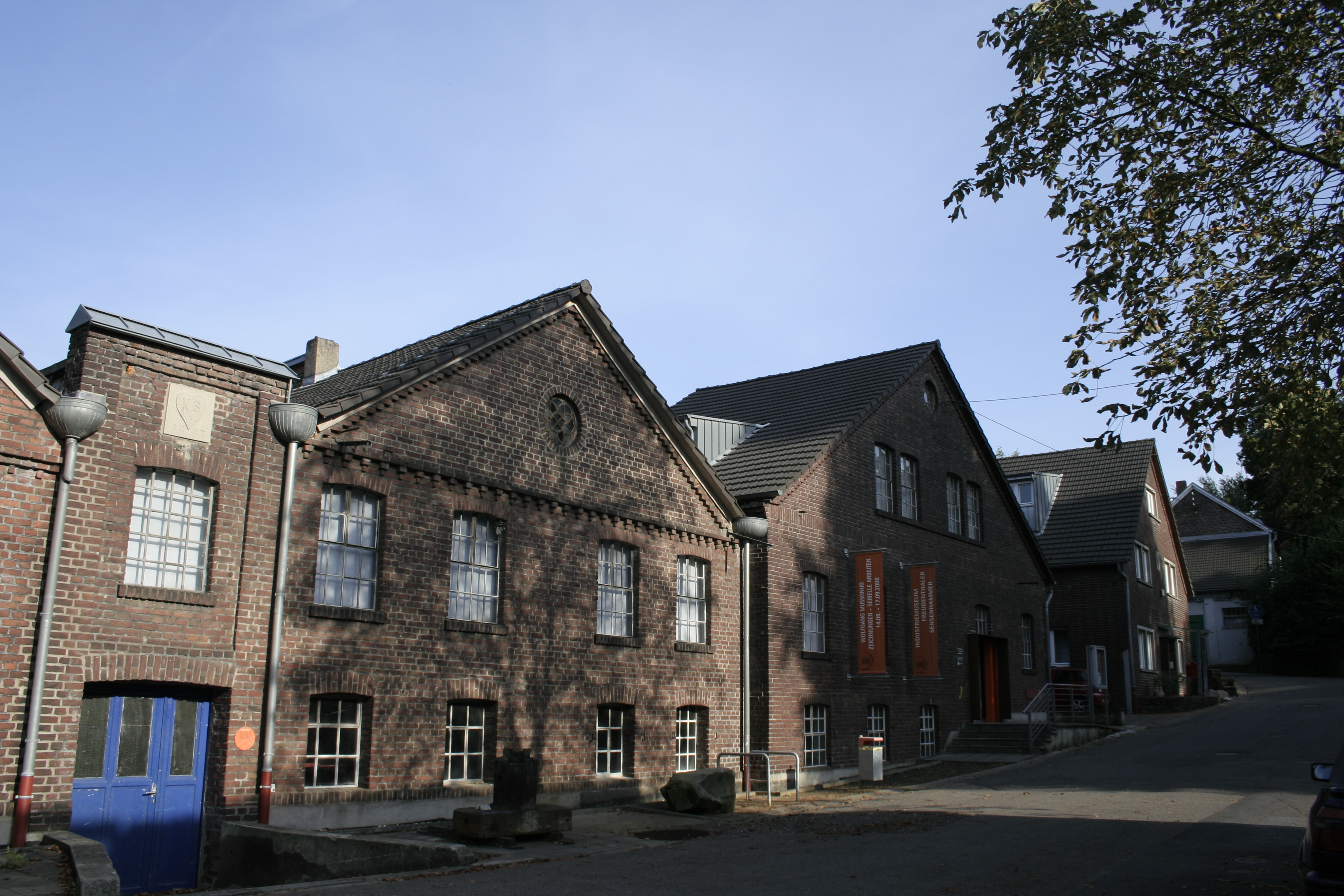
Freudenthaler Sensenhammer (2006)

Das Industriemuseum Freudenthaler Sensenhammer im Leverkusener Stadtteil Schlebusch ist eine historische Sensenfabrik, in der seit über 20 Jahren ein Museum über die Sensenherstellung haust.

## Geschichte
Das erste Hammerwerk in Freudenthal an der Dhünn entstand 1778. Der Kaufmann Derick van Hees hatte die landesherrliche Erlaubnis erhalten, einen Reckhammer zu errichten. Zu dieser Zeit wurden noch keine Sensen hergestellt, sondern Stahlrohlinge für verschiedene Zwecke. 1815 übernahm der Fabrikant Caspar Lange das Unternehmen, der unter anderem das Hammergebäude erweitern ließ. 1837 begann die Produktion von Sicheln und Sensen mit der Übernahme durch die Unternehmerfamilie Kuhlmann. 1890 wurde ein Kesselhaus mit Schornstein für eine Dampfmaschine errichtet. Mit dem in Solingen ansässigen Bergischen Elektrizitäts-Werk wurde 1906 ein Einspeisevertrag abgeschlossen. 1914 wurden über 200.000 Sensen und Strohmesser hergestellt. Im Jahr 1987 wurde der Freudenthaler Sensenhammer der Sensenfabrik H.P. Kuhlmann Söhne stillgelegt.
Leiter des Museums ist seit Juli 2019 der Diplom-Restaurator Jürgen Bandsom, in der Nachfolge von Wilhelm Matthies.

## Industriemuseum
Seit dem Frühjahr 2005 wurde hier ein Industriemuseum eingerichtet. Es zeigt die weitgehend im Originalzustand erhaltenen Gebäude und Arbeitsplätze. An diesen werden die einzelnen Schritte der Sensenherstellung erläutert. Bei regelmäßigen Schmiedevorführungen kann ein Eindruck von der früheren Arbeitswelt gewonnen werden. Das Museum ist auch Veranstaltungsort für Ausstellungen, Theateraufführungen und Konzerte. Zum Beispiel finden hier die Leverkusener Jazztage statt. Außerdem können private Feste, auch Hochzeiten, veranstaltet werden.